# .museum
A .museum egy internetes legfelső szintű tartomány kód, melyet 2001-ben hoztak létre.

## Külső hivatkozások
- .museum
- a .museum-ról
- .museum politika
- .museum index
- MuseDoma website